# Chiesa di San Girolamo (Bari)
La Chiesa di San Girolamo è una parrocchiale di Bari, nel quartiere Marconi - San Girolamo - Fesca. Fa parte del secondo vicariato dell'Arcidiocesi di Bari-Bitonto.

## Storia
La parrocchia fu fondata il 18 gennaio 1958 dall'arcivescovo di Bari Enrico Nicodemo in una sede provvisoria, con il culto che iniziò il 30 aprile in una villa presa in affitto, con altre messe che si svolsero in cappelle e chiesette di proprietà privata nelle vicinanze. Il 24 luglio 1959 l'arcivescovo, insieme alle autorità, diede la benedizione alla nuova sede, in una sala provvisoria.
Negli anni '60 si tentò di costruire una nuova chiesa più bella in termini architettonici, ma per ragioni economiche e per la riduzione delle aziende che volevano prendere gli appalti nel 1963 si scelse di non procedere.
Sulla base di un progetto di Lorenzo Netti fatto nel 1995, l'arcivescovo Francesco Cacucci annuncia nel 2006 che la Conferenza episcopale italiana ha dato il via libera alla costruzione di una nuova chiesa, con la prima pietra del progetto, divenuto esecutivo nel 2017 che è stata posata nel marzo 2019 e, dopo cinque anni di lavoro, viene consacrata il 15 dicembre 2023 con una messa dell'arcivescovo Giuseppe Satriano: essa è in grado di ospitare circa 400 fedeli.
La prima pietra del nuovo progetto fu benedetta da Papa Francesco il 23 aprile 2014 e inserita il 31 marzo 2019 dall'Arcivescovo Cacucci.

## Architettura
All'esterno la chiesa è grande in dimensione orizzontale ed è coperta di lamiera, escluso lo spazio del battesteri che è coperta di pietra di Trani, e c'è poi un grande campanile in forma trapezoidale.
All'ingresso si nota la costruzione a navata unica che ha un lungo presbiterio con l'altare e l'ambone. Proprio a destra di esso c'è uno spazio a forma quadrata per il battestero. Le pareti interne sono state dipinte con una gessatura bianca, escluso il presbiterio, che è coperto con la foglia d'oro, così da illuminare il luogo del tabernacolo, sopra il quale è presente una luce.
In ogni caso, non manca luce nella chiesa, grazie alle grandi finestre orizzontali, e agli aredi di legno e alle opere d'arte costruite dalla bottega di Albano Poli. I pavimenti sono di cemento cerato.

## Parroci
La cronologia dei parroci della chiesa è:
- Don Vito Diana (1958-1967)
- Don Nicola Pascazio (1967-1979)
- Don Antonio Bonerba (1979-1988)
- Don Luigi Spaltro (1988-2011)
- Don Pasquale Zecchini (2011-attuale)